# Soranus z Efezu

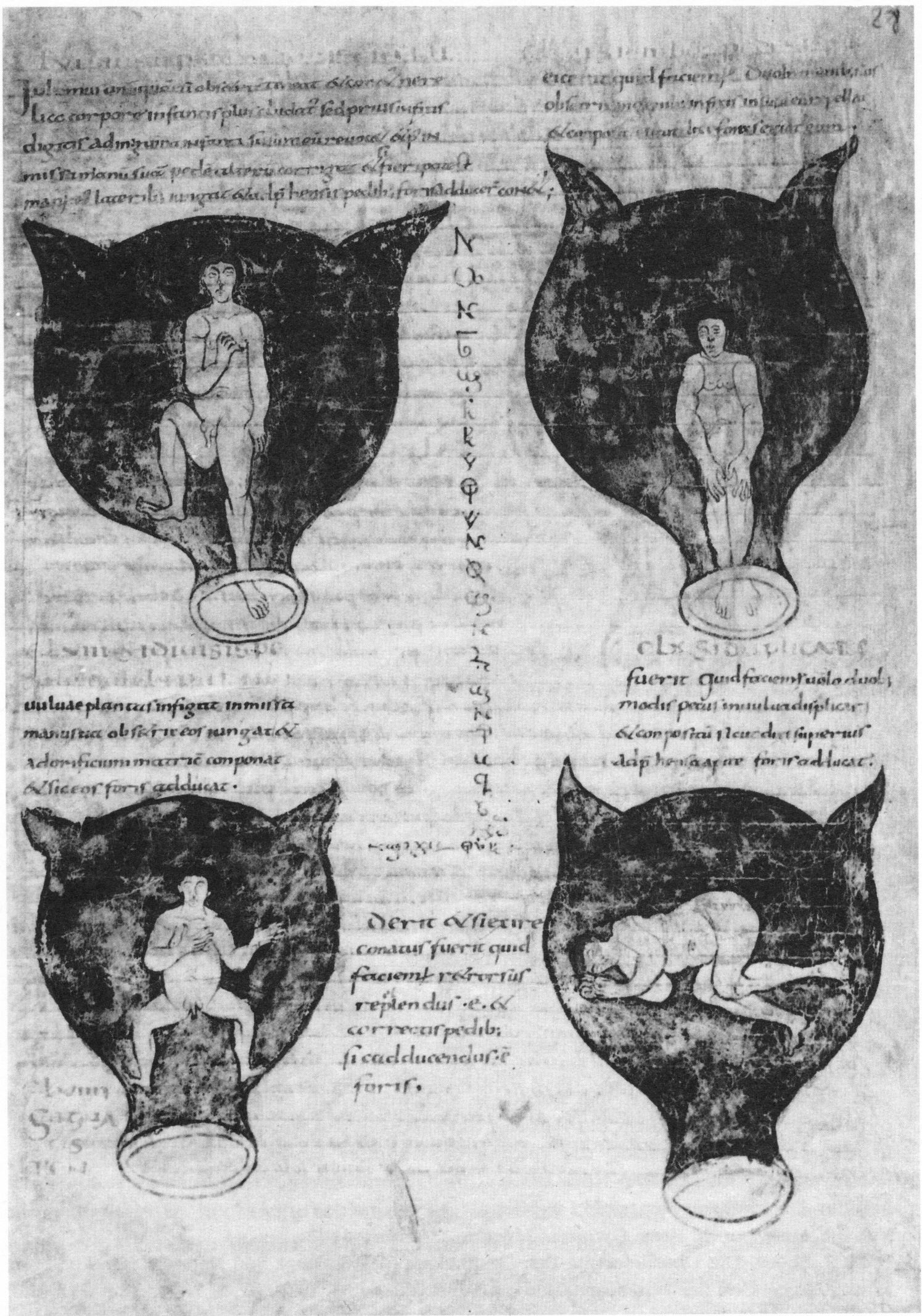
Książka napisana przez Soranusa z Efezu "Gynecology"

Soranus z Efezu, Soranos (ur. I w. n.e.; zm. II w. n.e., niektóre źródła precyzują: 98-138) – lekarz i filozof grecki, jeden z prekursorów położnictwa, ginekologii i pediatrii. Jeden z głównych przedstawicieli szkoły metodyków. Wykształcenie uzyskał w Aleksandrii. Osiadł w Rzymie. Napisał traktat o sztuce położniczej „De arte obstetricia morbisque mulierum”, rozwijając naukę o obrocie położniczym – obrocie płodu w łonie matki stosowanym w razie jego nieprawidłowego ułożenia. W badaniu ginekologicznym używał wziernika pochwowego z lustrem. Zalecał stosowanie krzesła porodowego. Zgodnie z ówczesnymi poglądami wiązał histerię z zaburzeniami funkcji macicy. Jego informacje o anatomii wskazują, że podobnie jak inni ówcześni medycy, znał ją raczej z badania ciał zwierząt, natomiast jego praktyczne porady położnicze zachowały aktualność przez długi czas. Do jego poglądów odwoływał się Eucharius Rösslin, autor pierwszego drukowanego podręcznika dla położnych „Ogród różany kobiet ciężarnych i akuszerek” z 1513 r. Interesował się wskazaniami do przerwania ciąży. Zajmował się odżywianiem i pielęgnowaniem niemowląt. Zachowane w całości jego dzieło o chorobach kobiecych zostało wydane w 1869 roku.